# Sant Miquel de Forques
Sant Miquel de Forques fou un poble del Rosselló (Catalunya del Nord), en el territori de l'actual comuna de Canet de Rosselló.
Estava situat a prop al nord-oest de la vila de Canet, a la riba dreta del Tet.

## Història
L'església i el lloc són documentats des del 982 (ecclesia S. Michaelis de villa Forcas), quan depenia de Sant Pere de Rodes. El lloc apareix en documentació medieval, sobretot en les relacions de possessions del vescomtat de Canet.

### L'església de Sant Miquel
L'església del lloc era dedicada a sant Miquel, com queda dit a l'apartat anterior. El segle xvii encara consta com a ermita, però va ser enderrocada al segle xix. Excavacions recents n'han descobert les restes. Era una església romànica de nau única, amb absis semicircular a llevant.